# Overamstel
Overamstel – stacja metra w Amsterdamie, położona na linii 50 (zielonej) i 51 (pomarańczowej). Została otwarta 1 grudnia 1990. Stacja znajduje się w strefie przemysłowej Overamstel, na granicy z gminą Ouder-Amstel.